# بريبيا
بريبيا هي كومونا تقع في مقاطعة فاريزي الموجودة في منطقة لومباردي الإيطالية ، وهي على بعد حوالي 60 كيلومتر (37 ميل) شمال غرب ميلانو وحوالي 14 كيلومتر (9 ميل) غرب فاريزي .

## نبذة
تقع منطقة بريبيا على حدود البلديات التالية: بيسوزو و إسبرا و مالغيسو و ترافيدونا-مونيت و كادرِزات . الكنيسة الرئيسية هي كنيسة القديس بطرس وبولس ، بريببيا . وتقع في وسط المدينة.

## روابط خارجية
- الموقع الرسمي